# Annakapelle (Bad Hofgastein)

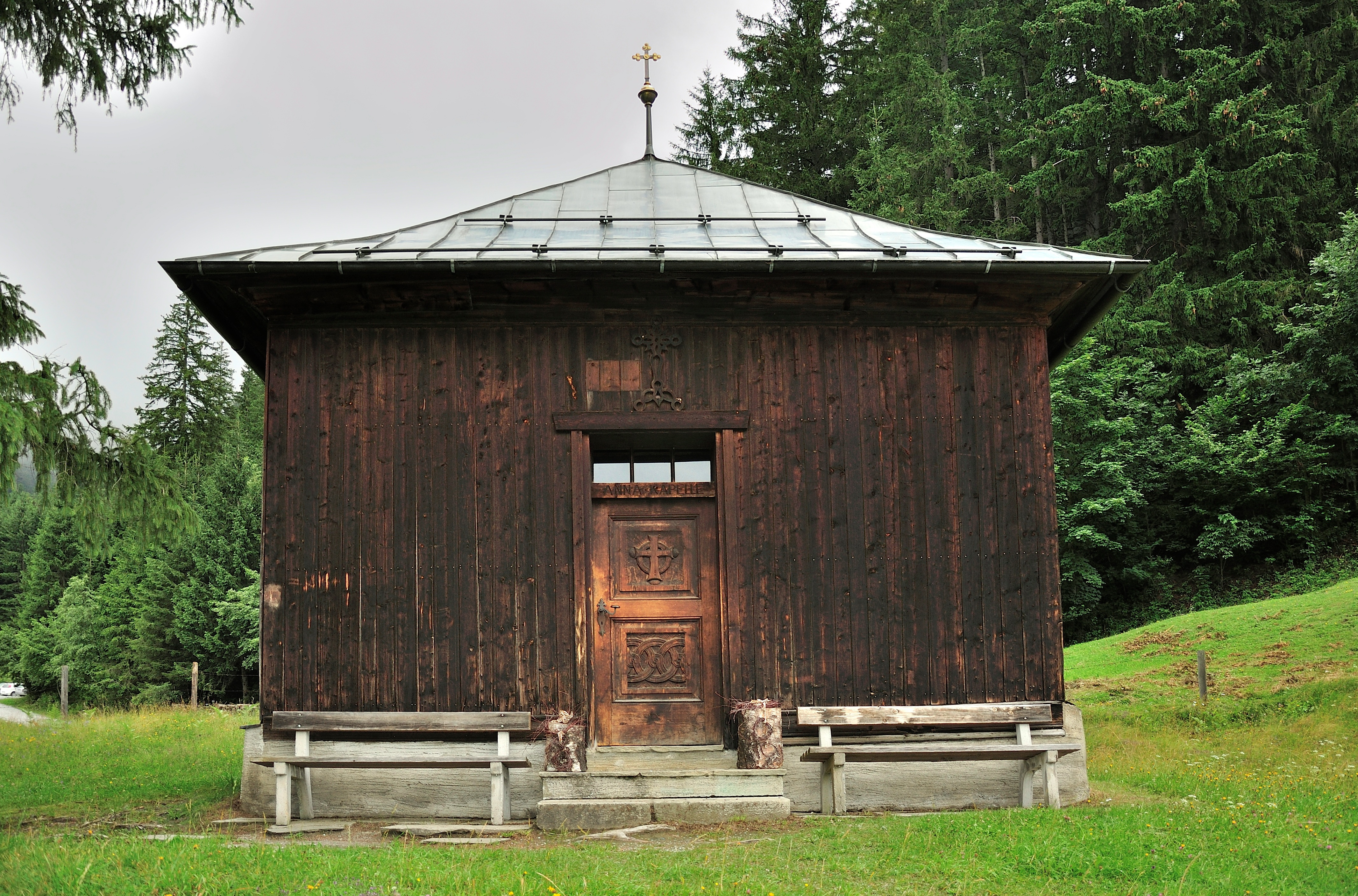
Annakapelle in Bad Hofgastein

Die Annakapelle (auch Annenkapelle oder Hausstattkapelle) befindet sich am nordöstlichen Hang oberhalb des Marktes Bad Hofgastein im Gasteinertal im Land Salzburg. Sie ist der hl. Anna gewidmet und steht unter Denkmalschutz (Listeneintrag).

## Geschichte
Im Jahr 1746 wurde an dieser Stelle am Hausstattberg ein Bildstock als Dank für die glückliche Errettung eines abgestürzten Knaben errichtet. Die Krämerin Rosina Gracherin († 11. März 1800) brachte am nahen Felsen ein Bildnis der hl. Anna mit dem hl. Joachim und der hl. Maria an, zu dem sich bald eine größere Anzahl von Täfelchen und Papierbildern gesellten, die jedoch von Wind und Wetter immer wieder verstreut wurden, sodass sie gelegentlich von den dort weidenden Schafen aufgefressen wurde. Der benachbarte Bauer Ander Stuhler errichtete deshalb einen Unterstand für 2 Personen, sein Sohn schließlich eine kleine Holzkapelle mit Stühlen und Opferstock.
Im Jahr 1800 ordnete das Salzburger Konsistorium den Abriss der Kapelle an, da sie ohne Erlaubnis errichtet worden war. Das Bildnis der hl. Anna sollte in die Pfarrkirche Bad Hofgastein überstellt werden. Auf Fürsprache des Pfarrers wurde jedoch ein Neubau der Kapelle im Jahr 1801 unter gewissen Einschränkungen erlaubt. Die Kapelle musste nachts verschlossen bleiben, und es durften dort keine Messen abgehalten werden.
Bis um 1900 standen am Weg vom Markt zur Kapelle auch Kreuzwegstationen. Im Jahr 1976/77 erfolgte eine vollständige Außen- und Innenrenovierung der Kapelle, die damals auch ein Kupferdach erhielt. Die Einweihung der durch die „Arbeitsgemeinschaft Kronwald“ erneuerten Kapelle erfolgte am 17. Mai 1977.

## Beschreibung
Die Annakapelle ist ein Holzbau über rechteckigem Grundriss mit Walmdach.
Die Holzdecke innen ist mit der Jahreszahl 1974 bezeichnet.
In der Altarnische steht ein Säulenaltar mit gesprengtem Giebel im Stil des 17. Jahrhunderts, der allerdings erst im Jahr 1889 errichtet wurde.
Im selben Jahr 1889 malte Josef Gold das Altarblatt, das die hl. Mutter Anna darstellt, die der hl. Maria die Schrift deutet.
Das Bild ist mit dem Schriftzug „nach C. Müller cop. v. J. Gold“ gekennzeichnet.
Das Kruzifix stammt aus dem 19. Jahrhundert.
Ein übermalter Kupferstich zeigt das Gnadenbild des Klosters Einsiedeln mit Ansicht des dortigen Stiftes und einer Prozession und ist mit deutschsprachigem, französischem und italienischem Text versehen.

## Umgebung
Bei der Annenkapelle befindet sich das Annencafe.